# Chloranthus
Chloranthus Sw., 1787 é um género botânico que compreende 20 espécies de arbustos e pertence à família Chloranthaceae. Sua espécie tipo é C. inconspicuus Sw., 1787.

## Descrição
Com as características gerais da família Chloranthaceae.
- Subarbustos ou ervas perenes.
- Inflorescências simples ou ramificadas em panícula, em espigas axilares ou terminais.
- Flores pequenas, hermafroditas, nuas. Estames formados por (1-)3 anteras, geralmente presas por seus conectivos, inseridas em uma lateral do ovário, antera média 2-locular com uma antera 1-locular a cada lado em extensões lobuladas, ou o lóbulo médio obsoleto com o conectivo proeminente em lóbulos curtamente lanceolados ou em largas projeções filamentosas, ou sem projeções. Ovário unicarpelar; estilo geralmente ausente; estigma séssil, grosso, truncado, raramente fendido.
- Fruto em baga de aspecto de drupa, de globosa a piriforme.
- Número cromossômico: 2n = 28, 30, 60, 90.

## Distribuição
O gênero distribui-se pelo sudeste e leste da Ásia, tendo seu centro de máxima diversidade na China.

## Usos
Algumas espécies deste gênero são utilizadas como aromatizantes de bebidas, na farmacopeia tradicional, como tinturas e como plantas ornamentais.

## Sinonímia
- Nigrina Thunb., 1783 (non L., 1767). Espécie tipo: N. spicata Thunb., 1783.
- Creodus Lour., 1790. Espécie tipo: C. odorifer Lour., 1790.
- Stropha Noronha, 1790.
- Aloranthus F. Voigt em Rich., 1811.
- Cryphaea Buch.-Ham., 1825 (non F. Weber, 1814). Espécie tipo: C. erecta (Buch.-Ham., 1825.
- Peperidia Rchb., 1828. Nome de substituição para Cryphaea.
- Tricercandra A. Gray, 1856. Espécie tipo: T. quadrifolia A. Gray, 1856.
- Saintlegeria Cordem., 1862. Espécie tipo: S. gracilis Cordem., 1862.

## Táxons específicos incluídos
- Espécie Chloranthus angustifolius Oliv. in Hook.f., 1887

2n = 30; 700-1200 m; China
- Espécie Chloranthus anhuiensis K.F. Wu, 1980

500-700 m. China
- Espécie Chloranthus erectus (Buch.-Ham., 1825) Verdc., 1985 (= C. elatior R. Br., 1821 (espécie duvidosa); C. officinalis Blume, 1827; C. salicifolius C. Presl, 1851; C. sumatranus Miq., 1860)

2n = 30; 100-2000 m; China, Butão, Camboja, Índia, ilhas Andamão, Laos, Malásia, Myanmar, Nepal, Filipinas, Tailândia, Vietnã, Indonésia até Nova Bretanha e Nova Irlanda. Utilizada como aromatizante para bebidas, plantas ornamentais, medicina tradicional e tintura.
- Espécie Chloranthus fortunei (A. Gray, 1858) Solms em DC., 1869

2n = 30, 60; China. Uso medicinal.
- Espécie Chloranthus henryi Hemsl. em F.B. Forbes & Hemsl., 1891 (= C. philippinensis Merr., 1912; C. hupehensis Pamp., 1915; C. verticillatus Merr., 1915)

2n = 90; 800-2000 m; China, Filipinas (Luzon); Estados Unidos (introduzido). Uso medicinal.
- Espécie Chloranthus holostegius (Hand.-Mazz., 1929) C. Pei & R.H. Shan, 1938 (= C. holostegius var. shimianensis K.F. Wu, 1980; C. holostegius var. trichoneurus K.F. Wu, 1980)

700-2800 m; China
- Espécie Chloranthus insignis Kurz, 1873

Birmânia
- Espécie Chloranthus japonicus Siebold, 1829 (= Tricercandra quadrifolia A. Gray, 1856; C. mandshuricus Rupr., 1859)

2n = 30; 100-2300 m; China, Japão, Coreia, Sibéria oriental. Uso medicinal e aromático.
- Espécie Chloranthus kachinensis Prain, 1901

Índia
- Espécie Chloranthus koreanus Nakai, 1930

Coreia
- Espécie Chloranthus macranthera Schult.f. ex Miq., 1867

Japão
- Espécie Chloranthus monostachyus R. Br.

China. Espécie duvidosa.
- Espécie Chloranthus multistachys C. Pei, 1935

400-1700 m; China. Uso medicinal.
- Espécie Chloranthus nervosus Collett & Hemsl., 1891

2n = 30; tratada a veces incluyendo C. holostegius. Birmânia, Tailândia
- Espécie Chloranthus oldhamii Solms em DC., 1869

2n = 30; 200-1000 m; Taiwan, Japão
- Espécie Chloranthus pernyianus Solms em DC., 1869

China. Espécie duvidosa
- Espécie Chloranthus serratus (Thunb., 1815) Roem. & Schult., 1818 (= C. blumeanus Cordem., 1862; C. serratus var. taiwanensis K.F. Wu, 1980)

2n = 28, 30; China, Taiwan, Japão, ilhas Curilas. Uso medicinal.
- Espécie Chloranthus sessilifolius K.F. Wu, 1980 (= C. sessilifolius var. austrosinensis K.F. Wu, 1980)

600-1200 m; China. Uso medicinal.
- Espécie Chloranthus spicatus (Thunb., 1783) Makino, 1902 (= C. inconspicuus Sw., 1787; Creodus odorifer Lour., 1790; Nigrina spicifera Lam., 1791; C. indicus Wight, 1853; C. obtusifolius Miq., 1855-58)

2n = 30; 200-1000 m; amplamente cultivada no sudeste da Ásia. China, Japão, Tailândia, Vietnã, Havaí (introduzida). Cultivada como planta ornamental, e para usos aromáticos e medicinais.
- Espécie Chloranthus tienmushanensis K.F. Wu, 1980

1100 m; China